# エルビング条約
 エルビング条約（エルビングじょうやく、英語: Treaty of Elbing）は、北方戦争中の1656年9月1日（ユリウス暦）/9月11日（グレゴリオ暦）に、当時スウェーデンに占領されていたエルビング（ポーランド語名エルブロンク）で締結された、ネーデルラント連邦共和国とスウェーデン帝国の間の条約。
条約はオランダのバルト海における権益、オランダのダンツィヒ包囲戦への介入を停止させ、オランダとスウェーデンの間の脆弱な和平を継続させた。
オランダ国内では条約への不満が巻き起こって釈明を求める声が上がり、ようやく合意されるのは1659年11月29日（ユリウス暦）/12月9日（グレゴリオ暦）のヘルシンゲル協定（ヘルシンゲルきょうてい、英語: Convention of Helsingör）だった。
また同1659年にはハーグ条約によりイングランド共和国、フランス王国とオランダがエルビング条約に基づく共同歩調をとることで合意した。

## 背景

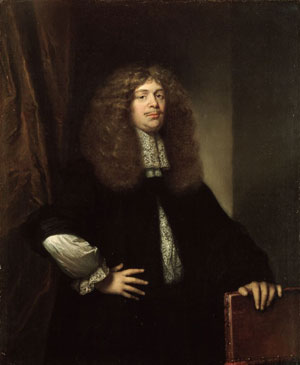
コンラート・ファン・ビューニンゲンの肖像画、1673年作。

北方戦争中、スウェーデン王カール10世はポーランド＝リトアニア共和国の一部である王領プルシにスウェーデン属領を樹立しようとして、1655年12月の戦役でそのほとんどを占領した。ネーデルラント連邦共和国はバルト海からの穀物の輸入を大きく頼っており、そのうち輸入源は主に王領プルシのダンツィヒ（ポーランド語名グダニスク）となっている。スウェーデン軍が1656年1月初にダンツィヒ包囲戦を始めると、当時のオランダ政治の重鎮であったヨハン・デ・ウィットやコンラート・ファン・ビューニンゲンはオランダのバルト海貿易が脅かされていると感じ、またオランダのライバルであった海洋国家イングランド共和国と強大化したスウェーデンが同盟する可能性を恐れた。
ファン・ビューニンゲンは当時、スウェーデンの敵国でオランダの味方であったデンマーク王フレデリク3世の宮廷があるコペンハーゲンに住んでおり、彼は対スウェーデン宣戦を主張した。デ・ウィットは宣戦がイングランドとフランス王国の対オランダ宣戦につながると恐れてより穏健な政策を主張した。彼は救援軍を組織してダンツィヒを直接助けると提案、7月にはホラント州の外交官のデン・ハーグにおける外交努力によりスターテン・ヘネラールから艦隊と上陸軍を派遣する許可を受けた。
7月下旬、オランダ船42隻とデンマーク船9隻はダンツィヒに到着、兵士1万と大砲2千を連れてきた。救援軍が上陸した後、オランダの指揮官がダンツィヒの守備を指揮した。スウェーデン駐ロンドン大使クリステル・ボンデは護国卿オリバー・クロムウェルにそれを告知、クロムウェルはスウェーデンとオランダに手紙を書いて講和を訴えた。

## 内容

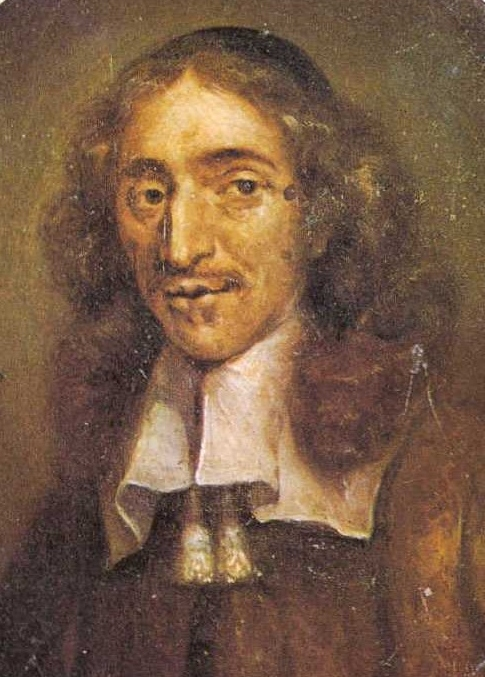
ヨハン・デ・ウィット

条約は1656年9月11日（グレゴリオ暦）/9月1日（ユリウス暦）に締結された。
1640年と1645年に締結されたオランダ・スウェーデン間の貿易条約は再確認された。スウェーデンはオランダ商人のダンツィヒへの自由通行、バルト海における自由貿易と航行を許可した。ダンツィヒやピラウ（現ロシア領バルチースク）などの入港税は増額されないとした 。
スウェーデンはさらに北方戦争におけるダンツィヒの中立を尊重すると承諾、オランダには最恵国待遇を与えた。また両国の友好を約束した。

## 条約の履行
条約はオランダのいくつかの都市、およびデンマークに反対された。ファン・ビューニンゲンは条約の批准を拒否してデンマーク側で参戦しようとし、一方デ・ウィットは条約を支持、デンマークを援助しながらスウェーデンと友好を保つ政策を堅持した。デ・ウィットは条約を破棄するよりも「釈明」（elucidation）で解決すべきと提案、スターテン・ヘネラールはそれを受け入れた。

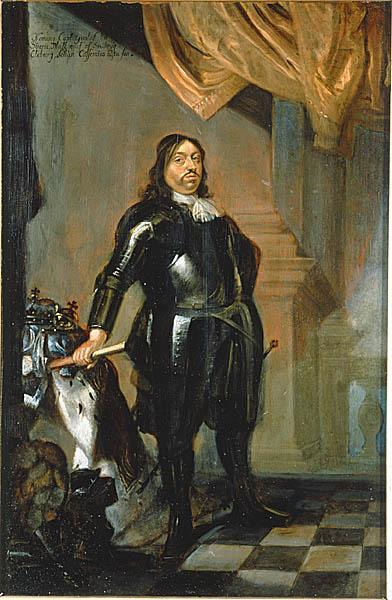
スウェーデン王カール10世

1657年、デンマーク王フレデリク3世はスウェーデンに宣戦布告した（カール・グスタフ戦争）が、彼の侵攻はカール10世に撃退され、逆にカール10世に首都コペンハーゲンを除くデンマーク全土を占領された。デ・ウィットはデンマークとスウェーデンの勢力均衡がオランダにとって最良であると考えて、オランダのエリート層の一部が反対したにもかかわらずそれを押し切ってオランダを派遣してスウェーデンに包囲されたコペンハーゲンを救援した。
デ・ウィットはデンマークに肩入れして介入することが当時フランスと同盟していたイングランドを刺激させてしまう危険に気づいていた。従って、救援軍にはイングランド海軍との戦闘を避けるよう命じ、またイングランドとフランスの外交官との交渉を継続して北方戦争において共同歩調をとろうとした。合意はイングランド代表のジョージ・ダウニングによってデン・ハーグにて起草され、エルビング条約およびその釈明に基づくものであった。リチャード・クロムウェルが護国卿を辞任した後、ダウニングは草案からエルビング条約に関する条項を取り除くよう命じられたが、新しいイングランド政府は1659年5月に元の草案に同意した。5月21日に批准されたこの協定は後にハーグ条約として知られるようになった。
1659年11月29日（ユリウス暦）/12月9日（グレゴリオ暦）、オランダとスウェーデンの全員がエルビング条約の釈明に同意、ヘルシンゲルで締結されたヘルシンゲル協定の全ての署名国に受け入れられた。